# Enomao
Enòmao (in greco antico: Οἰνόμαος?, Oinómaos) è un personaggio della mitologia greca. Fu un re di Pisa.

## Genealogia
Figlio del dio Ares e di Arpina (o di Sterope), sposò Evarete figlia di Acrisio (o Sterope ) e fu padre di Ippodamia, Leucippo e Alcippe.
Secondo altre fonti ha genitori mortali (Alcione o Hyperochus) come padri ed Eurythoe come madre o moglie.

## Mitologia
Temendo una profezia secondo cui sarebbe stato ucciso da suo genero, si guardava dal permettere a sua figlia Ippodamia di sposarsi. 

L'espediente da lui trovato era di esigere che ogni corteggiatore lo sconfiggesse in un agone, il cui percorso si svolgeva partendo dalla sua reggia per raggiungere l'altare di Poseidone situato sull'istmo di Corinto. Se il rivale avesse vinto avrebbe avuto la mano della figlia ma se avesse perso, lui stesso l'avrebbe ucciso.
E aveva già appeso diciotto teste alle colonne del proprio palazzo, dei cui sconfitti Pausania ne elenca i nomi.
Il suo carro era guidato dall'auriga Mirtilo, figlio di Ermes e tra i vantaggi di Enomao c'erano anche le due cavalle che trainavano il cocchio, Arpina e Psilla ricevute in dono dal padre Ares che erano le più veloci della Grecia e più rapide addirittura del vento del Nord.
Quando fu il turno di Pelope, non si accorse che la figlia si era incantata per lui e nemmeno che il suo auriga (Mirtilo, che era innamorato di lei), per compiacerla manomise le ruote del suo carro rimuovendo i fermi dai mozzi e sostituendoli con dei pezzi di cera. 

Durante la corsa le ruote si staccarono, il carro si distrusse e lui, rimasto impigliato nelle redini, fu travolto a terra e morì.